# Jacqueline Ford
Germaine Marie Louise White dite Jacqueline Ford, née le 8 avril 1901 dans le 14e arrondissement de Paris et morte à une date indéterminée après 1937, est une artiste de music-hall et une actrice de théâtre et de cinéma française.

## Biographie
Contrairement à ce qu'affirme la presse de l'époque, Jacqueline Ford n'était pas d'origine américaine,. Si elle portait bien un patronyme et un pseudonyme anglo-saxon et s'il est avéré qu'elle a effectivement séjourné  aux États-Unis pendant trois ans entre 1922 et 1924, elle était en réalité française de naissance.
Elle est la fille de Louise White, une artiste lyrique elle-même née à Paris, qui deviendra en janvier 1907 la femme du romancier Edmond Ladoucette.
En février 1931, Jacqueline Ford épouse Antoine Antongiorgi, secrétaire à la Préfecture de la Seine, à la mairie du 18e arrondissement de Paris.
On perd définitivement sa trace après une dernière apparition comme guide-interprète à l'Exposition universelle de 1937 et, la même année, dans un défilé de véhicules anciens organisé par l'Automobile Club des Artistes présidé par l'actrice Marie Leconte. Elle avait alors 36 ans.

## Carrière au théâtre et au cabaret
- 1928 : Paris chez lui, revue en deux actes et dix-huit tableaux de Jacques Bousquet et Albert Willemetz, au théâtre des Capucines (28 novembre)[12]
- 1930 : A la mode de Khan, revue de Dominique Bonnaud, Léon Michel et Gaston Secrétan, à la Lune Rousse (12 janvier)
- 1930 : Du nouveau à l'Ouest, revue de Dominique Bonnaud, Léon Michel et Gaston Secrétan, à la Lune Rousse (19 septembre)[13]
- 1930 : Krach ! ça y est !, revue de Dominique Bonnaud, Léon Michel et Gaston Secrétan, à la Lune Rousse (15 décembre) : Cécile Sorel[14]
- 1931 : Exposons !, revue de Dominique Bonnaud, Léon Michel et Gaston Secrétan, à la Lune Rousse (20 mars)[15]
- 1931 : Notre-Âne de Paris, revue de Georges Merry et Géo Charley, au théâtre des Deux Ânes (19 octobre) : la commère[16]
- 1932 : Boum !, revue d'Henri Jeanson, au théâtre des Deux Ânes (16 janvier)[17]
- 1932 : La Revue de Quat'sous, revue de Georges Merry, au théâtre des Deux Ânes (30 mars)[18]
- 1932 : Le Progrès s'amuse, revue en deux actes et seize tableaux de Rip, au théâtre des Capucines (20 octobre)
- 1933 : Lendemain de réveillon, revue de Georges Daumas et Paul Weill, au Claridge (2 février)
- 1933 : Sacha, comédie musicale en trois actes et quatre tableaux de Léon Guillot de Saix d'après Éducation de Prince de Maurice Donnay, musique d'André Messager et Marc Berthomieu, mise en scène d'Alex Jouvin, à l'Opéra de Monte-Carlo (25 décembre) : Mariette[19]
- 1935 : Le Jugement de Paris, revue satirico-judiciaire de Geo London, Charles Cluny et Victor Vallier, au cabaret le Perchoir[20] (27 septembre) : Joan Warner[21]
- 1935 : A ras perchés, revue de Pierre Bénard, au cabaret le Perchoir (15 novembre)
- 1936 : Bêchons !, revue en un acte de Mauricet et Pierre Varenne, au cabaret le Perchoir (24 janvier) : la Courtoisie[22]
- 1936 : Votons !, revue en un acte de Pierre Bénard et Victor Vallier, au cabaret le Perchoir (28 mars).

## Carrière au cinéma
- 1925 : Nana de Jean Renoir : Rose Mignon[23]
- 1926 : Son premier film de Jean Kemm : une paysanne
- 1929 : Peau de pêche de Jean-Benoît Lévy et Marie Epstein
- 1931 : Pour un soir / Stella Maris de Jean Godard
- 1931 : En bordée de Joe Francis et Henri Wulschleger[24]
- 1932 : Y'a erreur /  Gilberte exagère de Georges Tzipine.